# Nothocissus
Nothocissus es un género de plantas de la familia Vitaceae con 4 especies.

## Especies
- Nothocissus acrantha
- Nothocissus behrmannii
- Nothocissus penninervis
- Nothocissus spicifera
- Nothocissus sterculiifolia